# Отен, Йоэль
Йоэль Отен (швед. Joel Othén; род. 6 сентября 1985 года) — шведский игрок в хоккей с мячом, вратарь шведского клуба «Сандвикен» и сборной Швеции.

## Карьера
Родился в шведском городке Евле. С 2003 года выступал в составе КХМ «Сандвикен». В составе команды дважды (2011, 2012) становился чемпионом Швеции. За 10 сезонов провёл 275 игр.
В 2013 году переехал в Хабаровск, где занял место в воротах «СКА-Нефтяника». За три сезона в составе армейцев провёл 100 матчей.
В 2016 году вернулся в «Сандвикен».
Привлекается в сборную Швеции.

## Достижения
«Сандвикен»
- Чемпионат Швеции

 Чемпион (2): 2010/2011, 2011/2012
 Вице-чемпион (4): 2004/2005, 2007/2008, 2012/2013, 2017/2018
- Кубок Швеции

 Обладатель (6): 2006, 2009, 2010, 2011, 2012, 2017
 Финалист (4): 2005, 2007, 2016, 2018
- Кубок мира

 Обладатель (1): 2017
 Финалист (3): 2004, 2011, 2018
«СКА-Нефтяник»
- Чемпионат России

 Бронзовый призёр (1): 2015/2016
- Кубок России

 Обладатель (1): 2014
 Финалист (1): 2015
- Суперкубок России

 Обладатель (1): 2015
- В списке 22 лучших игроков сезона (1): 2016
- Лучший вратарь сезона 2015/2016

Сборная Швеции
- Чемпионат мира

 Вице-чемпион (1): 2015
 Бронзовый призёр (1): 2016